# اچ‌دی ۲۰۳۹
اچ‌دی ۲۰۳۹ یک ستاره است که در صورت فلکی سیمرغ قرار دارد.